# Болама
Болама (порт. Ilha Bolama) — один з островів архіпелагу Бижагош Гвінеї-Бісау, (9-й в плані загальної площі, друге місце за чисельністю населення). Це також однойменне місто, центр регіону Болама.

## Географія
Довжина острова складає 22,3 км; в той час як ширина не перевищує 9,2 км. Найвища точка досягає висоти 29 м над рівнем моря (в західній частині острова). На його поверхні (65 км) переважує різноманітний ландшафт низовина. Її розчленоване узбережжя (з декількома пляжами) має загальну довжину 70,7 км.

### Клімат
Острів знаходиться у зоні, котра характеризується кліматом тропічних саван. Найтепліший місяць — травень із середньою температурою 28.3 °C (83 °F). Найхолодніший місяць — січень, із середньою температурою 25.6 °С (78 °F).
| Клімат Болами                             | Клімат Болами | Клімат Болами | Клімат Болами | Клімат Болами | Клімат Болами | Клімат Болами | Клімат Болами | Клімат Болами | Клімат Болами | Клімат Болами | Клімат Болами | Клімат Болами | Клімат Болами |
| Показник                                  | Січ.          | Лют.          | Бер.          | Квіт.         | Трав.         | Черв.         | Лип.          | Серп.         | Вер.          | Жовт.         | Лист.         | Груд.         | Рік           |
| Абсолютний максимум, °C                   | 40            | 36            | 42            | 41            | 40            | 32            | 38            | 37            | 35            | 35            | 33            | 33            | 42            |
| Середній максимум, °C                     | 28            | 29            | 30            | 30            | 30            | 28            | 28            | 28            | 28            | 30            | 30            | 28            | 29            |
| Середня температура, °C                   | 25            | 26            | 27            | 27            | 28            | 27            | 27            | 27            | 27            | 28            | 27            | 25            | 27            |
| Середній мінімум, °C                      | 22            | 23            | 24            | 25            | 26            | 26            | 25            | 25            | 26            | 26            | 25            | 22            | 25            |
| Абсолютний мінімум, °C                    | 8             | 10            | 11            | 11            | 17            | 18            | 21            | 22            | 22            | 18            | 15            | 12            | 8             |
| Норма опадів, мм                          | 0.5           | 0.7           | 0.4           | 0.3           | 33            | 200.7         | 545.2         | 663.9         | 413.2         | 204.9         | 37.9          | 4             | 2104.7        |
| Днів з опадами                            | 0,2           | 0,3           | 0,4           | 1,1           | 4             | 11,1          | 18,8          | 22,2          | 19,3          | 10,9          | 2,4           | 0,7           | 91,4          |
| Днів з дощем                              | 1             | 1             | 1             | 1             | 1             | 4             | 11            | 13            | 7             | 3             | 1             | 1             | 45            |
| Вологість повітря, %                      | 50.7          | 52.4          | 50.8          | 53            | 62.1          | 72.6          | 78.2          | 82.8          | 86.8          | 79            | 68.8          | 56.7          | 66.2          |
| ----------------------------------------- | ------------- | ------------- | ------------- | ------------- | ------------- | ------------- | ------------- | ------------- | ------------- | ------------- | ------------- | ------------- | ------------- |
| Джерело: Weatherbase, Weatherbase (опади) |               |               |               |               |               |               |               |               |               |               |               |               |               |

## Побратими
- Фару, Португалія